# بهره‌برداری محل دفن زباله
بهره‌برداری و بازسازی محل دفن زباله یا کان‌کنی محل دفن زباله (به انگلیسی: Landfill mining and reclamation)، فرآیندی است که زباله‌های جامد را که در گذشته دفن شده‌اند، حفاری و پردازش می‌کند. هدف این فرایند کاهش مقدار توده دفن زباله محصور شده در محل دفن زباله بسته و/یا حذف موقت مواد خطرناک است تا اقدامات حفاظت ییش از جایگزینی توده دفن زباله انجام شود. در این فرایند، استخراج مواد باارزش قابل بازیافت، بخش قابل احتراق، خاک و فضای دفن زباله را بازیابی می‌کند. هوادهی خاک محل دفن زباله یک مزیت ثانویه با توجه به استفاده آینده محل دفن است. بخش قابل سوختن، برای تولید برق سودمند است. نمای کلی فرایند استخراج از محل دفن زباله، دنباله‌ای از ماشین‌های پردازش است که در یک سیستم نوار نقاله عملکردی قرار گرفته‌اند. اصل عملیات حفاری، الک و مرتب‌سازی مواد دفن زباله است.
محل دفن زباله هیریه که توسط اداره منطقه دان در کنار شهر تل آویو، اسرائیل اداره می‌شود، مفهوم معدن را در اوایل سال ۱۹۵۳ معرفی کرد.
زباله‌ها دارای منابع زیادی با ارزش بالا هستند که مهم‌ترین آنها فلزات غیرآهنی مانند قوطی‌های آلومینیومی و ضایعات فلزی است. غلظت آلومینیوم در بسیاری از محل‌های دفن زباله بیشتر از غلظت آلومینیوم در بوکسیت است که این فلز از آن مشتق می‌شود.